# Lødderup Sogn
Lødderup Sogn er et sogn i Morsø Provsti (Aalborg Stift).
I 1800-tallet var Lødderup Sogn og Elsø Sogn annekser til Nykøbing M Sogn, som ligger i Nykøbing Mors. Annekserne hørte til Morsø Sønder Herred i Thisted Amt. Lødderup-Elsø sognekommune blev ved kommunalreformen i 1970 indlemmet i Morsø Kommune.
I Lødderup Sogn ligger Lødderup Kirke.
I sognet findes følgende autoriserede stednavne:
- Bavnehøj (areal)
- Bisgårde (bebyggelse)
- Byhøj (areal)
- Fredsø (bebyggelse, ejerlav)
- Fredsø Gårde (bebyggelse)
- Fårup (bebyggelse, ejerlav)
- Fåruplund (bebyggelse)
- Kårup (bebyggelse, ejerlav)
- Legind (bebyggelse, ejerlav)
- Legind Bjerge (bebyggelse)
- Legindbjerge Plantage (areal)
- Lødderup (bebyggelse, ejerlav)
- Lødderupvang (bebyggelse)
- Plagen (bebyggelse)
- Sallingsund (bebyggelse, ejerlav)